# Dungass
Dungass est une localité et une commune rurale du Niger, chef-lieu du département de Dungass, région de Zinder.

## Géographie
La localité de Dungass est située à 128 km au sud-est du chef-lieu régional Zinder. 
| Dogo, Gouna | Ouacha    | Gouchi   |
| Bandé       | Dungass   | Mallaoua |
| Dantchiao   | Dogo-Dogo |          |

## Histoire
La commune rurale de Dungass instaurée en 2002, est issue du canton de Dungass. Le poste administratif est séparé du département de Magaria en 2011 et élevé au statut de département de Dungass.

## Population
Lors du recensement général de 2012, la population communale est relevée à 127 757 habitants, dont 9 865 habitants pour la localité principale.

## Localités
La commune s'étend sur 99 villages, 148 hameaux, 19 camps et 1 point d'eau au centre-ouest du département de Dungass.

## Services et infrastructures
- Centre de Santé Intégré (CSI) à Dungass, Bangaza et Takaye[5].
- Collège d'enseignement général (CEG) et Collège d'enseignement technique (CET) à Dungass.
- Centre de formation des métiers (CFM) à Dungass.